# 伊利爾涅伊湖
67°21′25″N 168°19′49″E / 67.3569°N 168.3303°E
伊利爾涅伊湖（俄语：Илирней），是俄羅斯的湖泊，位於該國東北部楚科奇自治區，由比利比諾區負責管轄，面積28.2平方公里，海拔高度421米，集水區面積1,140平方公里。